# 芒廷鎮區 (阿肯色州富蘭克林縣)
芒廷鎮區（英語：Mountain Township）是位於美國阿肯色州富蘭克林縣的一個行政鎮區。

## 地方資料
芒廷鎮區的面積為61.63平方千米，當中陸地面積為61.57平方千米，而水域面積為0.06平方千米。根據2010年美國人口普查的數據，當地共有人口307人，而人口密度為每平方千米4.98人。